# Ett kungligt äventyr
Ett kungligt äventyr är en svensk-brittisk film från 1956 i regi av Daniel Birt. I rollerna ses bland andra Jane Hylton, Bengt Logardt och Jean Anderson.

## Om filmen
Förlaga var radiooperetten Ett kungligt äventyr av Sölve Cederstrand, uppförd första gången 1947. Filminspelningen ägde rum mellan den 8 juli och 27 augusti 1954 i Sandrews ateljéer, Drottningholms slott, Bromma flygplats, Djurgården, Grand Hôtel, Stadshuset, Strömmen, Saltsjöbaden och i Rättvik. Producent var Johan Martin, manusförfattare Tim Carew och Birt och fotograf Sven Nykvist. Filmen premiärvisades första gången 2 januari 1956 i Storbritanniens huvudstad London och Sverigepremiär hade den 23 januari samma år. Den var 80 minuter lång, i färg och barntillåten.
Ett kungligt äventyr var en svensk-brittisk samproduktion där dialogen huvudsakligen var på engelska. I Sverige sågs filmen som medelmåttig där den kallades "menlös", medan den i Storbritannien blev desto mer framgångsrik. Den engelska titeln på filmen var Laughing in the Sunshine.

## Handling
Prinsessan Caroline reser inkognito till Stockholm och träffar där prinsen Birger, som även han använder ett fingerat namn. De förälskar sig och filmen slutar med att de kysser varandra.

## Rollista
- Jane Hylton – prinsessan Caroline
- Bengt Logardt – prins Birger
- Jean Anderson – Diana Masefield, hovdam
- Marjorie Fielding	– Lady Gertrude Sturt, hovdam
- Peter Dyneley – Greg Preston, journalist
- Adolf Jahr – Sniska, finsk smugglare
- Georg Skarstedt – besättningsman på Sniskas båt
- Stanley Maxted – J G Parker, Prestons arbetsgivare
- Nils Kihlberg – adjutant
- Torsten Lilliecrona – polis
- Arne Källerud – kypare
- Ragnar Arvedson – hovlakej
- Gösta Prüzelius – hovlakej
- Sten Gester – flygkapten
- Ylva Bregne – flygvärdinna
- Alf Östlund – dalkarl
- Sten Hedlund – slottsbetjänt på Drottningholm
- Stig Johanson – taxichaufför
- Peter Martyn – Julian Oxley, journalist
- Lars Lovén – ej identifierad roll
- Birger Lensander – ej identifierad roll
- Ingemar Holde – ej identifierad roll
- Rune Stylander – ej identifierad roll

### Fotnoter
1. 1 2 3 4  ”Ett kungligt äventyr”. Svensk Filmdatabas. http://sfi.se/sv/svensk-filmdatabas/Item/?itemid=4483&type=MOVIE&iv=Basic&ref=/templates/SwedishFilmSearchResult.aspx?id%3d1225%26epslanguage%3dsv%26searchword%3dett+kungligt+%C3%A4ventyr%26type%3dMovieTitle%26match%3dBegin%26page%3d1%26prom%3dFalse. Läst 11 april 2013.